# Medaglia per l'assistenza ai malati di colera (Santa Sede)
La medaglia per l'assistenza ai malati di colera venne istituita da papa Pio IX nel 1867.
La medaglia venne creata nel 1868 e distribuita dal pontefice a tutto il personale militare e civile impegnato nella repressione dell'epidemia di colera scoppiata a Roma nel 1867. Fatto curioso, della medaglia venne coniata anche una variante in argento per i medici di origine ebraica che aiutarono la popolazione di Roma nella cura della malattia dal momento che il Ghetto risultò uno dei quartieri più colpiti della capitale a causa della sua esposizione ai flutti del Tevere. Tutti gli insigniti vennero ricevuti da Pio IX in udienza generale il 29 maggio 1868.

## Insegne
La medaglia consiste in un tondo di bronzo riportante sul diritto il busto di papa Pio IX rivolto a sinistra attorniato dalla legenda "PIVS IX PONT. MAX. AN. XXII". Il rovescio riporta la scritta "OB CHRISTIANAE CARITATIS OFFICIA LVE ASIANA CORREPTIS EXHIBITA" al centro, circondata dalla scritta "A. MDCCCLXVIII".
Il nastro è nero bordato con una striscia bianca per parte.
La variante della medaglia destinata ai medici israeliti era composta invece da un tondo d'argento riportante sul diritto la scritta "ASIANA LUE AFFLATIS OPEM FERENTI SUA SUNT A DEO PRAEMIA A MDCCCLXVII" nel campo. Sul rovescio, invece, si trovava un bordo decorato con otto stelle a otto punte e nel campo, sotto l'emblema di un fiore a cinque petali si trovava inciso il nome dell'insignito.
Il nastro era nero con una striscia bianca al centro.